# Sandra Egido
Sandra Egido (Villena) es una bailarina y coreógrafa española. También es creadora de contenido audiovisual que fusiona con la danza.

## Trayectoria
En 2013 comenzó a trabajar con la también bailarina Carla Cervantes, con la que ha realizado piezas artísticas que se han mostrado en China, Dubái, Croacia, Francia, Alemania, Japón, Italia y Hong Kong.
Su pieza conjunta Somos fue seleccionada en numerosos festivales como el 36º Certamen Coreográfico de Madrid, y se alzó con el primer premio de la 5ª edición de Danza en el Camino, concurso organizado por la Consejería de Cultura y Turismo de la Junta de Castilla y León en el marco del 22º Certamen de Coreografía Burgos & Nueva York. Esta pieza, con música del compositor y pianista español Nico Casal, busca conectar de forma directa con el público, despertando emociones a través de un trabajo en el que ambos cuerpos están unidos en todo momento, como si se tratara de una única persona.
Cervantes ha sido su pareja sentimental además de artística. Se dieron a conocer al gran público en 2018 como parte del grupo de profesores del programa de televisión Fama, ¡a bailar! emitido en Movistar+, en el que también trabajaron durante la temporada de 2019.
Además de impartir clases, han coreografiando eventos y anuncios publicitarios.

## Premios y reconocimientos
Somos fue reconocida con varios galardones en el Certamen Coreográfico de Madrid en el año 2022: Premio del Jurado Joven, Proyecto Tutoría de Mentoring Project, Premio Movimiento en Red de la Asociación de profesionales de la Danza de Cantabria y Residencia en Centro Coreográfico Canal.